# スウェーデンのブランデンブルク侵攻 (1674年-1675年)
スウェーデンのブランデンブルク侵攻（独: Schwedeneinfall、「スウェーデン人の襲来」）は、スウェーデン領ポメラニアから来たスウェーデン軍が1674年12月26日から1675年6月末まで、軍事的に無防備であったブランデンブルク辺境伯領を占領した事態である。このスウェーデン軍の侵攻はスウェーデン・ブランデンブルク戦争及びブランデンブルクと同盟していたヨーロッパ諸国からのさらなる宣戦布告を誘発し、北欧の紛争に発展し、1679年にようやく終息を迎えた。
スウェーデン軍の侵攻を招いたのは、オランダ戦争に伴いブランデンブルク軍20,000名が、フランスに対する帝国戦争へ参戦した事態であった。これに応じてフランスの伝統的な同盟国であったスウェーデンは、ブランデンブルク選帝侯に対仏講和を強いるという目的を宣言し、軍事的に無防備な辺境伯領を占領したのである。1675年6月初頭、ようやく選帝侯は15,000名の軍を率いてシュヴァインフルトを出発し、ユリウス暦6月11日（グレゴリオ暦6月21日。以降の日付はグレゴリオ暦。）にマクデブルクに到着した。そして選帝侯フリードリヒ・ヴィルヘルムは、10日足らずの遠征をもってスウェーデン軍にブランデンブルク辺境伯領からの撤退を強いたのである。

## 前史
フランス国王ルイ14世は継承戦争の後、ネーデルラントに対する報復に駆られていた。彼はオランダの完全な孤立を目指し、外交活動を開始する。こうしてフランスは1672年4月24日、ストックホルムでスウェーデンと密約を結び、ネーデルラント共和国へ軍事的支援を提供するドイツの全ての領邦に対し16,000名の軍を差し向けるよう、この北欧の強国に約束させた。

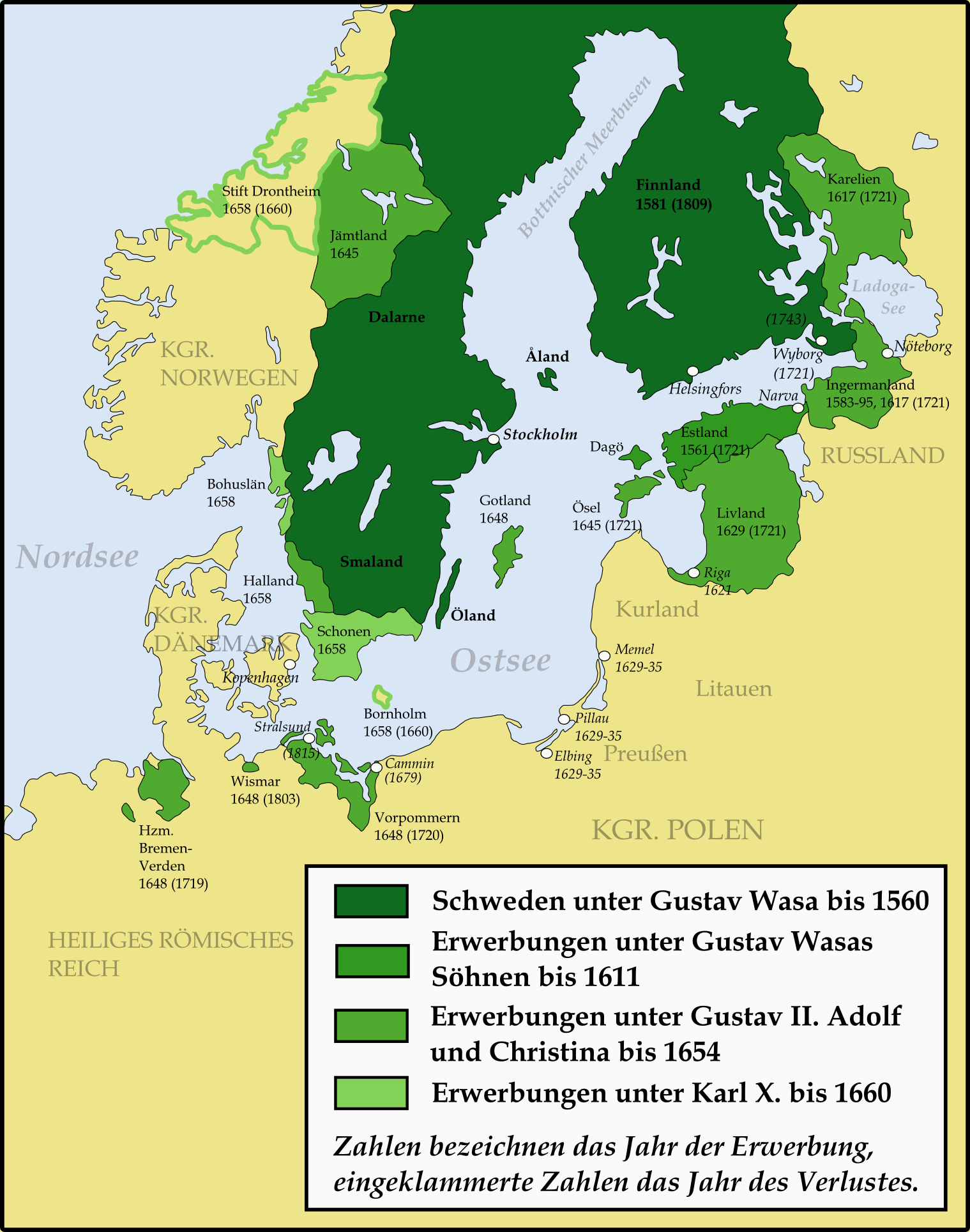
17世紀のスウェーデン王国。

直後の1672年6月、ルイ14世はネーデルラント共和国へ進攻してオランダ戦争を引き起こし、アムステルダム近郊に迫った。ブランデンブルク選帝侯は盟約の義務に基づき、フランス軍と戦うネーデルラント軍を1672年8月から20,000名の兵力で支援する。1673年12月、ブランデンブルク＝プロイセンとスウェーデンは10年間有効な防衛同盟を締結した。しかし両国とも、有事に同盟国を選ぶ自由を留保している。スウェーデンとの防衛同盟により選帝侯はこの後、同国がフランス側に立って参戦することを想定しなかった。その間の1673年6月16日、ブランデンブルクとフランスとの間にフォッセム単独講和条約が結ばれた翌年の1674年5月、神聖ローマ皇帝がフランスに対し帝国戦争を布告すると、ブランデンブルクも対仏戦争を再開する。
それゆえ1674年8月23日、20,000名を擁するブランデンブルク軍は辺境伯領から再びシュトラースブルクへ進軍を開始した。選帝侯フリードリヒ・ヴィルヘルムと侯世子カール・エーミール・フォン・ブランデンブルクもこの軍に同行する。ブランデンブルク辺境伯領では、アンハルト＝デッサウ侯ヨハン・ゲオルク2世が代官に任じられた。
それまでにフランスは補助金の約束と買収工作により、オリヴァ条約で同国からの支持を通じ、辛うじてフォアポンメルン全域の損失を免れた長年の同盟国、スウェーデンにブランデンブルクとの開戦を促し、成功していた。決定的だったのはフランスが敗北した場合、外交的孤立に陥るというスウェーデンの宮廷の懸念である。スウェーデンの参戦目的は、軍事的に空白となったブランデンブルク辺境伯領を占領し、ブランデンブルク＝プロイセンにオーバーライン地方とアルザスの戦域からの撤兵を強いることであった。

## 開戦準備

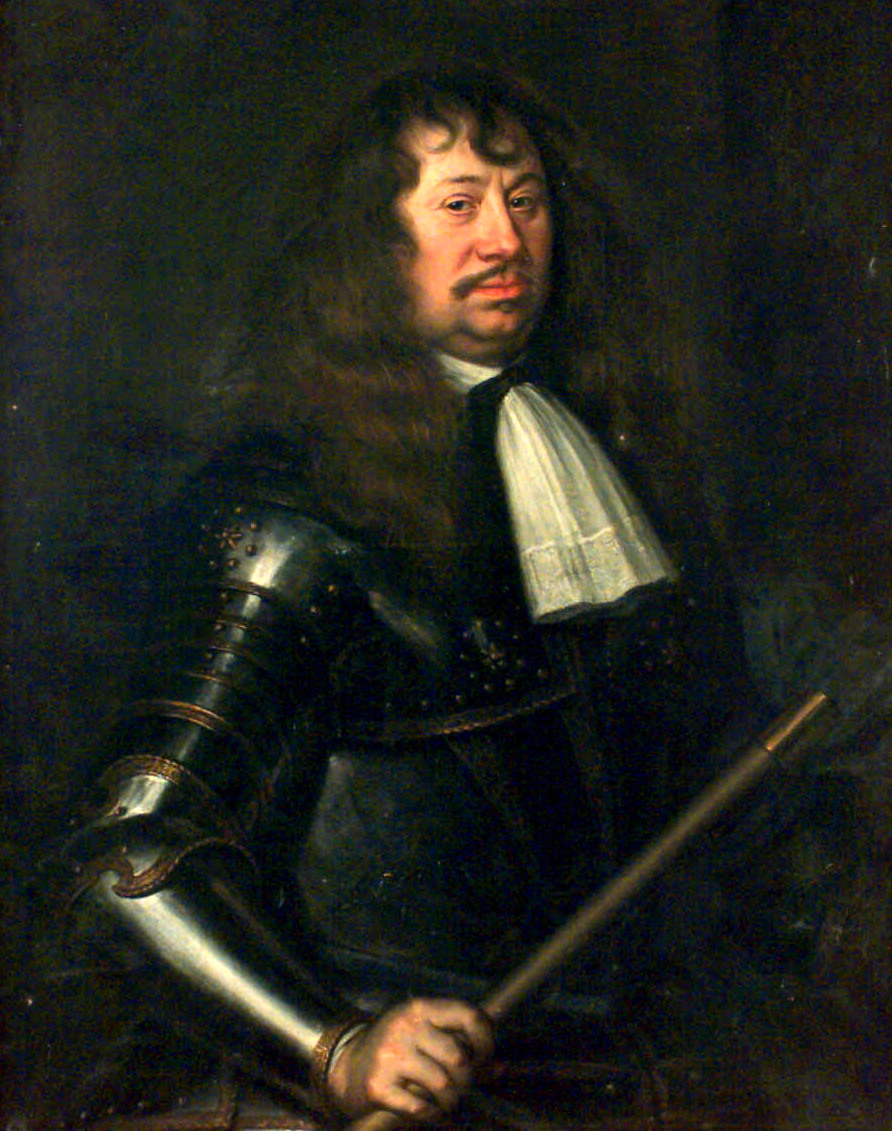
スウェーデン軍の総司令官、カール・グスタフ・ヴランゲル元帥。
マテウス・メーリアン の絵画。1662年制作。

続いてスウェーデンは、ポメラニアに侵攻軍を集め始めた。ベルリンには9月以降、これらの部隊の動きが次々に報じられた。例えば代官ヨハン・ゲオルク2世は9月の初め、月末までにスウェーデン軍20,000名がポンメルンに展開するであろうと通告したスウェーデン公使、ベルンハルト・クリスティアン・ヴァンゲリーンとの会話を選帝侯に報告している。10月の後半、スウェーデン軍の将帥、カール・グスタフ・ヴランゲルのヴォルガストへの到着が報じられると、スウェーデン軍の襲来が差し迫っているという報告は濃密になった。
アンハルト＝デッサウ侯ヨハン・ゲオルク2世はこれら、部隊の移動に関する報告にはっきりと不安を覚え、10月にブランデンブルク軍のミクランダー大佐を通じて何度もスウェーデン軍総司令官、カール・グスタフ・ヴランゲル元帥に進軍の意図を確認させている。しかしヴランゲル元帥は回答せず、アンハルト＝デッサウ侯から届いたさらなる協議の要請を断った。11月中旬、代官ヨハン・ゲオルク2世は差し迫ったスウェーデン軍の襲来について確信を得たが、ベルリンではその詳しい原因や動機が判然としないままであった。
選帝侯フリードリヒ・ヴィルヘム自身はベルリンから届く不穏な知らせにも拘わらず、ブランデンブルク辺境伯領にスウェーデン軍の襲来が迫っているとは思わなかった。このことは、辺境伯領の代官に宛てた1674年10月31日付の書簡、特に下記の内容からも確認できる。
1674年12月、ウッカーマルクへ進軍する前にスウェーデン領ポメラニアへ集結したスウェーデンの侵攻軍の兵力は、テアートルム・エウロペーウムに記された同時代の記述に拠れば下記の通りである。
- 歩兵は11個連隊、総勢7,620名[5]。
- 騎兵は8個連隊、総勢6,080名[5]。
- 砲兵は様々な口径の大砲、合計15門を携行[5]。

ブランデンブルク辺境伯領の防備は1674年8月23日、主力がアルザスへ出征して以降は不足していた。選帝侯はわずかな兵力を残すのみで、そのほとんどは年齢を重ねた者や傷痍軍人であった。これらの有力とは言えない部隊は、守備隊として各地の要塞に配置されていた。代官が動員できた、これら守備隊の総兵力は1674年8月末の時点でおよそ3,000名に過ぎなかったのである。この時、首都ベルリンには年齢によって従軍能力が削がれたために残された500名の古参兵と、新たに募集した300名の新兵がいた。そのため新たな募兵活動は、すぐに強化する必要があった。いわゆる「農民召集軍」（Landvolkaufgebot）はブランデンブルク辺境伯領の中世の法規範に
由来するが、それによれば農民や都市を必要な場合、国防に直接充当させることが可能であった。そして諸身分や都市を一方、枢密顧問官や代官を他方とする長い協議を経て1674年12月末、ようやくその召集が叶う。8個中隊、総勢1300名の同軍のほとんどはケルン、ベルリン及びフリードリヒスヴェアダーの各都市に配置された。またアルトマルクの農民や、ハイデライター（土地に精通し、馬に乗る林業従事者）を動員し、防衛に充てることにも成功した。なお代官は1675年1月末、ヴェストファーレン諸州からの派兵によってさらに増援を得ている。

## 経過

### 「スウェーデン人の襲来」と辺境伯領の占領（1674年12月25日-1675年4月）

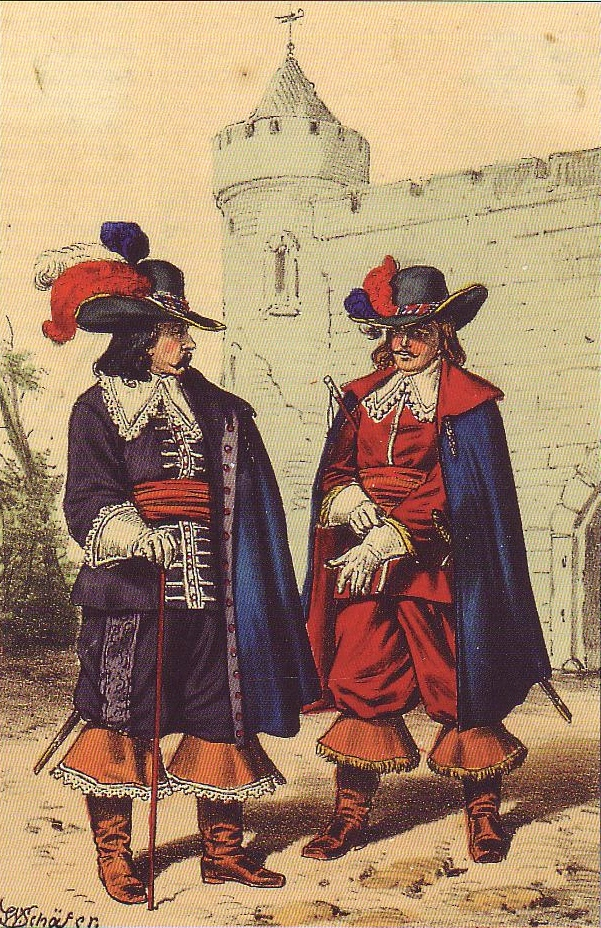
ブランデンブルク軍の「ドロテア選帝侯妃」連隊に所属する大尉と少尉。1675年頃。
マクシミリアン・シェーファー（1851年-1916年)の絵画。

1674年12月25日、スウェーデン軍は公式な宣戦布告なしにパーゼヴァルクを経由し、ウッカーマルクへ進出した。本来、ブランデンブルク公使ドゥビスラフ・フォン・ハーゲンに対するヴランゲル元帥の1674年12月30日の通告によれば、スウェーデン軍はブランデンブルクがフランスとの交戦状態を終了させ次第、ブランデンブルク辺境伯領を去ることになっていた。その一方で、スウェーデンとブランデンブルクの完全な断交は意図していなかったとされる。
翌年の初めにはほとんど半数がドイツ人から構成されることになる、この軍の初期兵力は文献によって13,700名から16,000名並びに大砲30門と差がある。
すでに60歳を越え、しばしば病床に伏し痛風に悩まされていたカール・グスタフ・ヴランゲル元帥を補佐するため、ズィーモン・グルンデル＝ヘルムフェルトとオットー・ヴィルヘルム・フォン・ケーニヒスマルク両元帥が側近となった。しかし、この不明瞭な権限の付与は明確な命令の伝達を妨げ、軍の機動を著しく遅くした。
スウェーデンの参戦はヨーロッパで広範に注目を集める。三十年戦争で博した戦場の栄光によって、同時代人の目はスウェーデンの軍事力を非常に強力なものと捉えていたのである。ドイツ人の傭兵はスウェーデン軍に勤務を申し出た。ドイツのいくつかの領邦（バイエルン、ザクセン、ハノーファーとミュンスター司教領）はスウェーデンとフランスの同盟に参加する用意があることを告げる。
スウェーデン軍はプレンツラウの本営に到達した。そこで他のスウェーデン領、ブレーメン＝フェルデンで装備を整え、ダルヴィヒ将軍に率いられた部隊と合流する。
その頃、神聖ローマ帝国軍と連合して1675年1月5日、テュルクアイムでフランス軍と戦い、敗北を喫したブランデンブルク軍の主力は1月31日にシュヴァインフルトへ到達し、そこで冬営を敷いていた。被った損害と冬の天候により、選帝侯は主力軍とすぐにはウッカーマルクへの新たな遠征に向かわないよう決心する。また、西方の戦場から突如として撤退した場合、ブランデンブルク＝プロイセンと同盟していた諸国は苦境に陥っていた。そうなればスウェーデンによる攻撃の本来の目標、即ちブランデンブルクの対仏戦争からの排除は達成される所であった。
さらなる援軍なくしては、ノイマルクのオーダー川以東やヒンターポンメルンの広大な一帯は、一部を除き維持できないものであった。一方、ミッテルマルクは比較的少数の兵力で保持できた。なぜならその北方はハーフェルラント湿地帯とリン湿地帯のおかげでオラニエンブルク、クレンメンそしてフリーザック各地の守りやすい道を経由しなくては通過できなかったからである。辺境伯領の東方は、オーダー川の流れに守られていた。続いて、ブランデンブルクが擁していた数少ない軍は防備を固めた各地へ撤収した。かくしてこのような状況の下、ケーペニック、ベルリン、シュパンダウ、オラニエンブルク、クレンメン、フェールベリン、ハーフェルベルクからエルベ川までブランデンブルクの防衛線が形成された。さらに、様々な口径の大砲24門を擁するシュパンダウ要塞の守備隊が、他の部隊ともども250名から800名に増強された。またベルリンの守備隊も5,000名に増やされた。これにはヴェストファーレンの所領から来た増援や、選帝侯がフランケン地方から派遣した近衛竜騎兵連隊が含まれている。
その間、スウェーデン軍は何もせず、ブランデンブルク軍の不在に乗じることも、ブランデンブルク辺境伯領を広範に占領することも怠った。同軍はひとまず厳しく規律を保ちつつ、軍税の徴収と傭兵の募集に集中し、兵力を20,000名に増強した。この行動の欠如は目的に沿った戦争の遂行を妨げた、スウェーデン国内における新旧両政権の対立に原因の一部がある。このため、様々な決定が矛盾に陥った。ある命令を追って、間もなくそれに反する命令が下ったのである。
1675年1月末、ヴランゲル元帥は指揮下の軍をプレンツラウに結集し2月4日、主力と共にオーダー川を越え、ヒンターポンメルンとノイマルクへ向かう。スウェーデン軍は募兵のためシュタルガルト、ランツベルク、ノイシュテッティン、コッセンとツュリヒャウの各地を占領した。ヒンターポンメルンはラウエンブルクといくつかの小さな村を除いて占領された。その後、カール・グスタフ・ヴランゲル元帥はスウェーデン軍をヒンターポンメルンとノイマルクで冬営に移した。
翌年の初め、ブランデンブルク＝プロイセンが戦争から離脱しないことが明らかになると、スウェーデンのストックホルムの宮廷からは講和に向けて選帝侯への圧力を強めるべく、より厳しい占領政策を実施するよう命令が下る。スウェーデン軍による占領政策の転換は急速に、国土と民間人への弾圧が著しく高まるという結果を招いた。いくつかの同時代史料は、これらの狼藉がその規模と残虐性において三十年戦争の事例を上回ったと記述している  。しかし1675年の春までは、特筆に値する戦闘は発生しなかった。ブランデンブルク辺境伯領の代官、アンハルト＝デッサウ侯ヨハン・ゲオルク2世はこの不安定な情勢を、選帝侯に宛てた1675年4月3日付の書簡で次のように書き留めている。

### スウェーデン軍の春季遠征（1675年5月初頭-1675年6月25日）
3月30日、ストックホルムのフランス公使はスウェーデン軍に駐屯地をシュレーズィエンまで展開することと、フランスとの計画に基づいて行動することを要求した。しかし以後の数週間にわたってフランス側は態度を変え、スウェーデン側に本件に関する判断の余地を残す。しかし駐ストックホルム公使は、スウェーデン軍が表向きに行動なく過ごしていることに懸念を示している。
5月の初め、スウェーデン軍は強く要求された春季遠征を開始した。その目的はブレーメン＝フェルデンの友軍や、ブラウンシュヴァイク＝カレンベルク公率いる13,000名の軍団と合流し、選帝侯とその軍がクールマルクへ至る道を遮断するべくエルベ川を越えることにあった。それまでに20,000名、大砲64門にまで増強されていた軍団はシュテッティンを通り、ウッカーマルクへ進軍する。スウェーデン軍の状態は過去の時代と比べられるものではなくなっていたが、スウェーデンの軍事力が博したかつての名声は保たれていた。特にそれが、初期の急速な成功に繋がる。最初の戦闘はレックニッツで発生し、1675年5月15日にゲッツ大佐指揮下の180名が防備を固めていた城砦がヨープスト・ズィークムント曹長率いるスウェーデン軍の一日にわたる砲撃を受け、オーダーブルクへの自由な撤退と引き換えに移譲された。これによってゲッツ大佐は後に軍法会議にかけられ、1676年3月24日に処刑されている。
レックニッツの占領後、スウェーデン軍は急速に南方へ前進し、ノイシュタット、ヴリーツェンとベルナウを占領した。次の目標は通行できる場所が少ない湿原、リン湿地帯である。同地ではブランデンブルク軍が警察、武装した農民やハイデライターをあらかじめ配置していた。代官はオラニエンブルク、クレンメンとフェールベリンの渡しで整然とした抵抗を実施できるように、ベルリンからゾンマーフェルト少将率いる部隊と大砲6門を派遣する。
スウェーデン軍は3個の隊列に分かれてリン川の防衛線に向かった。一つ目はシュタール将軍の指揮下オラニエンブルクへ向かい、二つ目はダルヴィヒ将軍がクレンメンへと率い、2,000名を擁する最大の、三個目の隊列はグロートハウゼン将軍とともにフェールベリンへ向かった。フェールベリン近郊では川の渡しを巡り、幾日にもわたる激しい戦闘が生起した。ここでスウェーデン軍は突破に失敗したので、その戦列はオラニエンブルクへ転じる。その付近では地元の農民の裏切りによって渡しが見つかっており、およそ2,000名のスウェーデン軍に南方への前進が可能となったのである。ブランデンブルク軍はクレンメン、オラニエンブルクとフェールベリンの陣地を迂回され、それらの放棄を余儀なくされた。
それから間もなくスウェーデン軍はシュパンダウ要塞へ突撃したが、失敗に終わる。ハーフェルラントの全域はスウェーデン軍に占領され、その本営はひとまずブランデンブルクに設置された。そしてハーフェルベルクの占領後、6月18日にその本営はラインスベルクへ移設される。
友軍を追うべく6月6日にシュテッティンを発ったカール・グスタフ・ヴランゲル元帥は、重い痛風の発作によって10日間病床に縛られたため、ノイブランデンブルクまでしか行けなかった。その後、最高指揮権はヴォルマー・ヴランゲル中将に移譲される。さらに将軍達の間で不和があり、兵の規律が緩み、民間人に対する重大な略奪や侵害行為が始まった。各部隊は必要な食料の補給を得るため、それぞれ遠く離れた宿営に移される。この中断のため、スウェーデン軍はエルベ川を渡るために貴重な二週間を失った。
病に罹り、輿に乗せられたカール・グスタフ・ヴランゲル元帥はそれでも6月19日、ノイルピーンに到着する。彼は即座に全ての略奪行為を禁止し、マクデブルクへ向けて斥候部隊の派遣を命じた。6月21日、近づく夏にアルトマルクをも占領するべく元帥は歩兵1個連隊と騎兵2個連隊（騎兵1,500名）を率いてハーフェルベルクへ向かい、6月22日にそこへ到着した。このためエルベ川に舟橋を架けるべく、ハーフェル川で使用できる全ての乗り物を集めさせている。
同時に異母弟、ヴォルマー・ヴランゲル中将に主力を率いてラーテノウへ向かい、同地の橋を通ってハーフェルベルクの自軍と合流するよう軍令を発した。12,000名を指揮下におくスウェーデン軍主力部隊の司令官、ヴォルマー・ヴランゲル中将はこの時点でブランデンブルク・アン・デア・ハーフェルの町にいた。ハーフェルベルクとこの町との連絡線は、ラーテノウに置かれた1
個連隊のみが保っていた。このわずか1個連隊が守っていた翼面は、西から接近する敵軍にとっては格好の攻撃点となった。6月21日のこの時点では、ブランデンブルク辺境伯領の大半はスウェーデン軍の手中にあった。しかし6月27日に予定されていた、同軍によるエルベ川の渡渉が実施されることはなかったのである。
この間にブランデンブルク選帝侯フリードリヒ・ヴィルヘルムは、軍事大国スウェーデンに対する戦役に自国のみの戦力では足りないことをよく知りつつ、同盟国の獲得を試みていた。そのため3月9日以降、交渉に向けてデン・ハーグへ赴き、5月3日に到着している 。そこに集まった友邦との交渉や申し合わせは、5月20日まで続いた。その結果、ネーデルラントとスペインは選帝侯の要求によって対スウェーデン戦争への参加を宣告する。一方、神聖ローマ帝国とデンマークからは具体的な助力を得られなかった。これを受けて、選帝侯はもはや独力でブランデンブルク辺境伯領をスウェーデンから奪回するよう決意する。1675年6月6日、彼は閲兵を行い、マイン川の陣営を後にした。15,000名を擁するその軍団は、三つの隊列に分かれてマクデブルクへ向かう。

### 選帝侯フリードリヒ＝ヴィルヘルムの遠征（1675年6月23日-1675年6月29日）

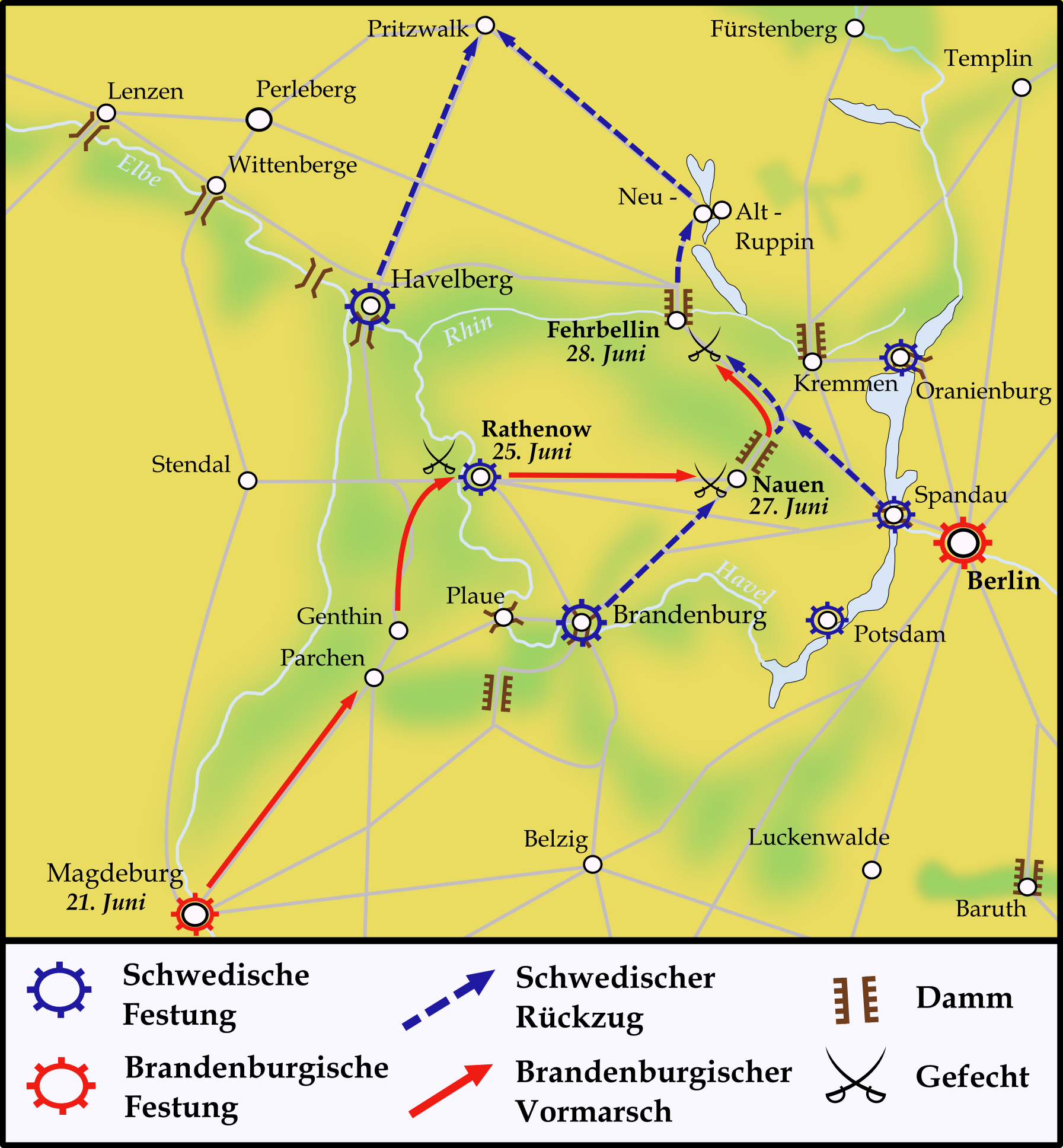
選帝侯フリードリヒ・ヴィルヘルムの遠征（6月23日-6月29日）を示した地図。

6月21日、ブランデンブルク軍はマクデブルクに到着した。スウェーデン軍による偵察が不足した結果、ブランデンブルク軍の到着は察知された様子がなく、フリードリヒ・ヴィルヘルムはその戦術的な利点を保つため秘密を保持する策を講じた。彼が現地の情勢について詳細な報告を受けたのは、マクデブルクに入ってからである。押収した書簡からは、スウェーデン軍及びハノーファー軍の合流とマクデブルク要塞への攻撃が間近に迫っていることが明らかになった。軍議の後、選帝侯はスウェーデン軍が到達していたハーフェル川の戦線を、最も防備が薄かったラーテノウで突破すると決める。それによって、ハーフェルベルクとブランデンブルク・アン・デア・ハーフェルの町にいたスウェーデン軍を分断するつもりだったのである。
6月23日の朝3時、軍はマクデブルクを発った。計画の成功は奇襲の瞬間を活用しなければ望めなかったので、選帝侯は30個中隊の騎兵と竜騎兵600名から構成される騎兵隊、5,000名のみを率いて先行した。これに機動性を維持するべく、荷車で運ばれたマスケット銃兵が加わる。砲兵隊は様々な口径の大砲、14門から構成されていた。選帝侯と並んでこの軍を率いていたのは、当時すでに69歳となっていたゲオルク・フォン・デアフリンガー元帥である。騎兵隊は騎兵大将ヘッセン＝ホンブルク公子フリードリヒ2世、ゲルツケ中将とリューデケ少将が指揮していた。歩兵隊はゲッツェとペルニッツ両少将が率いた。
1675年6月25日、ブランデンブルク軍はラーテノウに到着する。同軍のゲオルク・フォン・デアフリンガー元帥が自ら采配を振る中、竜騎兵6個中隊から構成されていたスウェーデン軍守備隊の撃退は多くの犠牲を伴う市街戦の末に成功する。
スウェーデン軍の主力も6月25日、ブランデンブルク・アン・デア・ハーフェルからエルベ川の渡渉が予定されていたハーフェルベルクへと行軍していた。全体的な戦況は、要衝ラーテノウの奪還によって後に影響が残るほど変化する。2個軍団の分断によって、完全に奇襲されたスウェーデン軍はハーフェルベルクからエルベ川を渡ることなど不可能になったのである。その後ハーフェルベルクで補給もなく、無防備な場所にいたカール・グスタフ・ヴランゲル元帥は、ヴォルマー・ヴランゲル中将指揮下の主力にフェールベリンから自軍へ向かって進むよう命じた。また自らの部隊を主力と合流させるべく、6月26日にノイシュタットへ出発する。
スウェーデン軍本営は、ブランデンブルク軍の実際の位置と兵力を全く把握していないように思われた。今やヴォルマー・ヴランゲル中将は連絡線を確保し、命じられたように分断された友軍の前哨部隊と合流するべく、急速に北方へ後退していた。1675年6月25日、ラーテノウが失陥した時、スウェーデン軍はプリッツエルベにいた。そこからは、この時期のブランデンブルク辺境伯領における自然条件によって、退路が二つしかなかった。より短い道はブランデンブルク軍に脅かされていた上、状態が非常に悪かった。このためスウェーデン軍はフェールベリンからノイルピーン、クレンメンからグラーンゼー、オラニエンブルクからプレンツラウといった三つの渡河点を利用して迂回できる、ナウエン経由の道を選ぶ。
しかしスウェーデン軍には、オラニエンブルクのみならずクレンメンも敵軍に占領されていたように思われたため、残る選択肢はナウエンからフェールベリンを経由する撤退のみであった。ヴランゲル中将はフェールベリンの渡河点を確保するべく、早期に騎兵160名の前哨部隊を派遣した。
選帝侯はこれら三つの渡しを閉鎖するべく、即座に3個の遊撃隊を編成した。一つ目はヨアヒム・ヘンニゲス・フォン・トレッフェンフェルト中佐がフェールベリンへ率い、二つ目は高級副官クノウスキーの下クレンメンへ送られ、三つ目はツァーベリッツ騎兵大尉の指揮下、オラニエンブルクへ向かった。その任務は、土地に詳しい猟師の助けで余り知られていない道を通り、通過の困難な一帯を抜けてスウェーデン軍より先にハーフェルラントの湿地（Luch）の出口に至ることであった。そこで橋を破壊し、道を通れなくする手筈となっていた。さらに、それらの渡しは武装した農民召集軍と猟師が防衛することとされた。
これらについて詳細が伝わっているのは、ヘンニゲス中佐率いる一つ目の部隊のみである。彼は道に詳しい林務官の案内で胸甲騎兵100名、竜騎兵20名とともにランディンでリン川の浅瀬を渡り、そこからフェールベリンへ向かった。到着後、奇襲効果を活かし、堤防を守る堡塁にいた160名の胸甲騎兵から構成される、スウェーデン軍の守備隊を襲う。この戦いでは、およそ50名のスウェーデン兵が戦死した。大尉と少尉各1名及び兵8名が捕虜になり、残余はその指揮官、トロップ中佐とともに脱出したものの彼らの馬は残された。ブランデンブルク側の損害は騎兵10名である。その後、ブランデンブルク軍は二つの堤防を結ぶリン川の橋を焼き落とした。さらにスウェーデン軍の北方への退路を断つため、堤防にも穴を開けた。

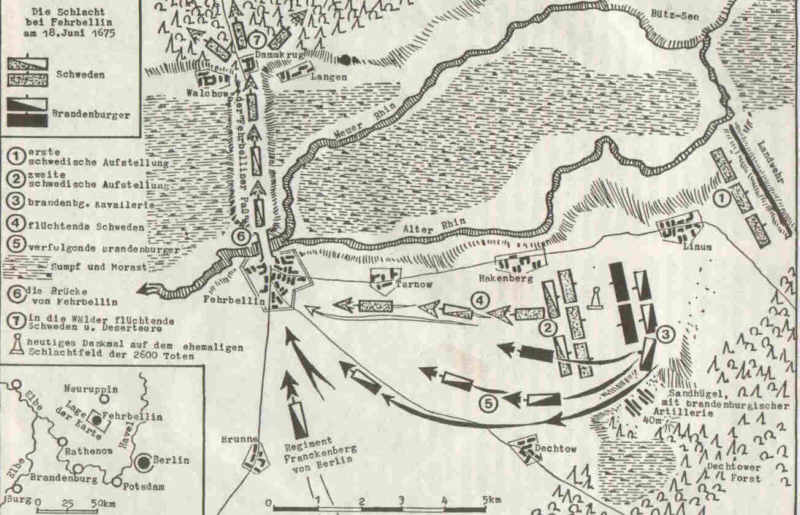
1675年6月28日の、フェールベリンの戦いの地図。自然環境の情報を含む。

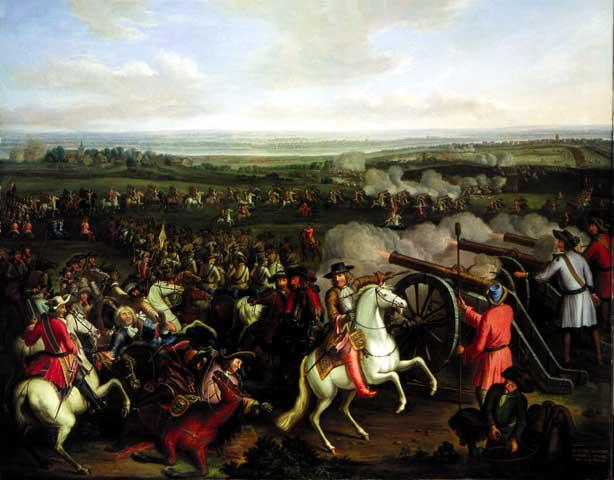
ブランデンブルク軍の砲兵が占領した高地の絵。その中央には白馬に乗る選帝侯フリードリヒ・ヴィルヘルムが描かれている。
ディスマー・デーゲン制作の1740年の絵画。

スウェーデン軍の退路となり得る、この渡しを死守を命じる指令は与えられていなかったので、ブランデンブルク軍の遊撃隊はその後、主力との合流を試みた。6月27日、ナウエンの戦いの後にその目的は果たされた。これと、他の二つの遊撃隊から届いた報告は、スウェーデン軍に決戦を挑もうとする選帝侯の決心を強める。	
6月27日、ナウエンにおいてスウェーデン軍後衛とブランデンブルク軍の前哨が初めて衝突し、町は奪還された。双方の主力は、その晩には戦闘態勢を整えて対峙する。しかしブランデンブルク軍が攻撃を成功させるには、スウェーデン軍の陣地が余りにも強固に見えた上、自軍は過去数日の強行軍で疲労していた。そのため選帝侯はナウエンの町、もしくはその後方に退き、そこで野営するよう命じる。ブランデンブルク側は、翌朝ナウエンの門前で決戦を期していたのである。しかし、スウェーデン軍はその夜をフェールベリンへの撤退に利用した。6月25日、撤退を開始してから27日のナウエンにおける小競り合いまでに、スウェーデン軍は約600名を失い、さらに600名が捕虜となっている。
リン川の堤防と橋は、前日の内にブランデンブルク軍の遊撃隊が破壊していたので、スウェーデン軍もやむなく決戦に応じた。ヴォルマー・ヴランゲル中将は11,000名から12,000名の兵 と大砲7門を率いていた。
フェールベリンの戦いとして知られるこの対決で、壊滅的な打撃を被ったスウェーデン軍は夜陰に乗じて修理した橋を渡る。しかし、その損害はプリグニッツとメクレンブルクを経由した撤退の間に著しく増大した。この戦いとそれに続く追撃戦で2,400名が戦死し、300名から400名が捕虜となった一方、ブランデンブルク側の死傷者は500名を数えている。ブランデンブルク軍は、ヴィットシュトックまで追撃を止めなかった。

## 影響
スウェーデン軍は厳しい敗北を喫した。特にフェールベリンの負け戦により、同軍はそれまで博してきた無敗の名声を失う。同軍の残存兵力は、戦役の開始地点であったポメラニアのスウェーデン領に戻った。
スウェーデンの全体的な戦況は、続く夏の数か月間にデンマークと神聖ローマ帝国が宣戦してきたことで悪化する。北ドイツ（ブレーメンとフェルデン）の所領は、突如として危機に瀕したのである。これをもって守勢に追い込まれたスウェーデンは、続く数年間の戦争において何度も実施された自領への攻撃に対し、防衛に集中することを強いられたが、その成功はスコーネ地方に留まった。
一方、フランスの戦略目標は達成された。ブランデンブルク＝プロイセンは公的にはフランスと交戦状態にあったが、その軍をライン川の戦線から撤収し、その後の努力を全てスウェーデンとの戦争に傾けなくてはならなかったのである。

## 文献
- Frank Bauer: Fehrbellin 1675. Brandenburg-Preußens Aufbruch zur Großmacht. Vowinckel, Berg am Starnberger See und Potsdam 1998, ISBN 3-921655-86-2.
- ザムエル・ブーフホルツ（ドイツ語版）: Versuch einer Geschichte der Churmark Brandenburg von der ersten Erscheinung der deutschen Sennonen an bis auf jetzige Zeiten. Band 4. Birnstiel, Berlin 1771.
- Friedrich Ferdinand Carlson: Geschichte Schwedens. Band 4: Bis zum Reichstage 1680. Perthes, Gotha 1855.
- Friedrich Förster: Friedrich Wilhelm, der grosse Kurfürst, und seine Zeit. Eine Geschichte des Preussischen Staates während der Dauer seiner Regierung; in biographischen. In: Preußens Helden in Krieg und Frieden. Band 1,1. Hempel, Berlin 1855.
- Curt Jany: Geschichte der Preußischen Armee. Vom 15. Jahrhundert–1914. Band 1: Von den Anfängen bis 1740. 2., ergänzte Auflage. Biblio Verlag, Osnabrück 1967, ISBN 3-7648-1471-3.
- Paul Douglas Lockhart: Sweden in the Seventeenth Century. Palgrave Macmillan, Basingstoke u.a. 2004, ISBN 0-333-73156-5.
- マーレン・ローレンツ（ドイツ語版）: Das Rad der Gewalt. Militär und Zivilbevölkerung in Norddeutschland nach dem Dreißigjährigen Krieg (1650–1700). Böhlau, Köln u.a. 2007, ISBN 3-412-11606-8.
- Martin Philippson: Der große Kurfürst Friedrich Wilhelm von Brandenburg. Theil III [1660 bis 1688]  In: Elibron Classics, Adamant Media Corporation, Boston MA 2005 ISBN 978-0-543-67566-8, (deutsch, Reprint der Erstausgabe von 1903 bei Siegfried Cronbach in Berlin).
- Michael Rohrschneider: Johann Georg II. von Anhalt-Dessau (1627–1693). Eine politische Biographie. Duncker & Humblot, Berlin 1998, ISBN 3-428-09497-2.
- ラルフ・トゥフテンハーゲン（ドイツ語版）: Kleine Geschichte Schwedens. Beck, München 2008, ISBN  3-406-53618-2.
- Matthias Nistahl: Die Reichsexekution gegen Schweden in Bremen Verden. In Heinz-Joachim Schulze (Hrsg.): Landschaft und regionale Identität. Beiträge zur Geschichte der ehemaligen Herzogtümer Bremen und Verden und des Landes Hadeln (=  Schriftenreihe des Landschaftsverbandes der Ehemaligen Herzogtümer Bremen und Verden. Band 3). Stade 1989, S. 97–123